# Марк Ноулз
Марк Ноулз  (англ. Mark Knowles, 3 жовтня 1984) — австралійський хокеїст на траві, олімпійський чемпіон.

## Виступи на Олімпіадах
| Олімпіада   | Дисципліна     | Місце |
| ----------- | -------------- | ----- |
| Афіни 2004  | хокей на траві | 1     |
| Пекін 2008  | хокей на траві | 3     |
| Лондон 2012 | хокей на траві | 3     |

## Зовнішні посилання
- Досьє на sport.references.com [Архівовано 25 вересня 2015 у Wayback Machine.]

1. ↑  Olympedia — 2006.